# 与座よしあき
与座 よしあき（よざ - 、本名：與座 嘉秋（読み同じ）、1976年10月1日 - ）は、フリーの日本のお笑いタレント、俳優。妻は女優の米田弥央。沖縄県沖縄市園田出身。日本映画学校（現・日本映画大学）俳優科卒業。2022年12月までマセキ芸能社に所属していた。
元々は檜山豊と共に「ホーム・チーム」というコンビで活動していたが2010年いっぱいをもって解散し、以降はピン芸人として活動している。

## 来歴
沖縄県立美里高等学校卒業。ジャッキー・チェンに強く憧れ、自身も俳優を志し日本映画学校俳優科に入学（1998年に卒業）。後の相方となる檜山豊に誘われる形で、在学中の1996年にお笑いコンビ「ホーム・チーム」を結成。マセキ芸能社所属となる。
コンビ時代は、爆笑オンエアバトル・感じるジャッカル・完売劇場など多数の番組に出演。爆笑オンエアバトルにおいては番組最多記録である通算25回のオンエアを達成すると共に、計5回のチャンピオン大会進出を果たしゴールドバトラーに認定されるほどの常連であった。また、お笑いとして活動する傍らで多くの映画・テレビドラマに出演。
2010年12月15日、同月29日開催の単独ライブ「ハルマゲドン」をもってホーム・チームを解散する事を発表。その後、名前の表記を「与座嘉秋」から「与座よしあき」に改め、2011年よりピン芸人として活動を始める。
2011年12月15日、舞台女優の米田弥央と結婚。この詳細は2018年3月22日放送の『ダラケ! ～お金を払ってでも見たいクイズ～』（BSスカパー!）に於いて公表された。
2012年1月、ピン芸人転向後初となる単独ライブ「ぐるりよざ」を開催。2013年2月には第2弾となる「ぐるりよざ〜其の二〜」を開催。2016年には、生誕40周年と芸歴“だいたい”20周年を記念した「與ん寿」を実施。
ピン活動の傍らで、2013年頃より同じ沖縄出身のキャン×キャン・しゃもじ（現・ハンジロウ）とのユニット「ヨジャモキャン」としても活動。また、ハンジロウとはM-1グランプリ2021にユニット「人人」（ちゅちゅ）として出場し、準々決勝まで進出した。M-1グランプリ2022には妻の米田とユニット「ザ・よざ座」として出場。
2022年12月18日、同月末日を以ておよそ四半世紀在籍したマセキ芸能社を退所する事が所属事務所の公式ホームページにて発表された。元々は芸能の世界を全て辞めるつもりであったが、妻から「悔いが残ってることは無いの？」と聞かれた際に一度で良いから海外で活動してみたかった事を思い出し、事務所に相談したところ「だったら退所の形の方がより良いんじゃないか？」と勧められた事を明かしている。同年12月25日、単独ライブ「与座よしあきの大感謝ライブ」が星陵会館ホールにて無料開催された。

## 人物
- 身長169cm、体重83kg、血液型O型[1]。足のサイズは27cm[1]。
- 趣味はパントマイム、映画鑑賞、読書[1]。
- 特技はパントマイム、三線[1]。モーニング娘。のアルバム『愛の第6感』やBerryz工房のシングル「ピリリと行こう!」に三線奏者として参加している。
- カンフー映画のファンで、『映画の達人』出演時には、「ジャッキー・チェンの二度見」をし、『ドランクモンキー 酔拳』など映画について熱く語った。
- コンビ時代は地元沖縄のファーストフード店であるA&WのTシャツを着ていることが多かった。
- 子供の頃から芸人志望だった檜山とは対照的に元々はお笑い芸人になることは全く考えておらず、スタントマンや映画のカメラマンを志していた[13]。その後日本映画学校での漫才の授業をきっかけに檜山とコンビを組み芸人としてブレイクするが、その矢先に「映画の夢は捨てきれない」と事務所に退所を申し出るなど、芸人になってからもしばらくは映画の仕事を志望していた[13]。

## 出演
コンビ時代については、こちらを参照。

### バラエティ
- 笑う犬の冒険（フジテレビ）2001年4月 - 9月の間単独でレギュラー出演
- たぁーちまちゅーTV（琉球朝日放送）毎月最終土曜日、アニメの全キャラクターの声を担当
- チャーガンジューTV (琉球朝日放送、2006年4月 - 2008年3月）毎月最終土曜日 24:30 - 25:25
- のこった!のこった!カド番王子★瀬戸内海（瀬戸内海放送）声のみ出演
- TokYo,Boy（東京MXテレビ）不定期出演
- ナイツのHIT商品会議室（千葉テレビ放送、2013年6月 - 7月）当該期間、「永遠のマンスリーゲスト」として出演
- 雨上がり決死隊のトーク番組アメトーーク!「ジャッキー・チェン芸人」（2014年）
- ダラケ! ～お金を払ってでも見たいクイズ～（BSスカパー!、2018年3月22日）

### ラジオ
- ナシルの島んちゅヂカラ（エフエム世田谷、2011年6月 - 2012年5月）
- ナシルとよ〜ざ〜の島んちゅヂカラ（ラジオ沖縄、2012年4月 - ）

### インターネット
- しゃべクリエーター（あっ!とおどろく放送局）
- 「与座の名護キャンプ」（2013年-、ニコジョッキー）水曜日（月1）
- 御曹司ボーイズ（2019年4月28日 - 、AbemaTV） - 相原太一 役
- 全裸監督2（2021年6月24日 全話配信、Netflix） - 第8話

### テレビドラマ
- 夢のカリフォルニア 第2話（2001年4月、TBS）
- 恋セヨ乙女（2002年7月、NHK総合） - 温井実 役
  - もっと恋セヨ乙女（2004年5月 - 6月）
- 恋人はスナイパー EPISODE2（2002年12月、テレビ朝日）
- ムコ殿2003（2003年4月 - 6月、フジテレビ） - 河村一 役
- VICTORY!〜フットガールズの青春〜（2003年11月、フジテレビ）
- 銭湯の娘!? 第12 - 14話（2006年2月、MBS/TBS、） - 水沢弘樹 役
- 劇団演技者。 第20回「カーラヂオが終われば」（2006年8月、フジテレビ） - 馬場 役
- 素晴らしい世界  スバセカ劇場 「今夜もワンダフルバーで」（2006年11月、北海道テレビ放送、）
- 連続テレビ小説 どんど晴れ（2007年4月 - 9月、NHK） - 新井保 役
- ジャッジ 〜島の裁判官奮闘記〜 第4話（2007年11月、NHK総合）
- 帰ってこさせられた33分探偵 第12話「大阪・お笑い芸人 殺人事件」- ジャイアンぽい男（2009年3月、フジテレビ）
- 恋のから騒ぎドラマスペシャル〜Love StoriesVI〜「教祖と呼ばれた女」（2009年9月25日、日本テレビ）
- ママさんバレーでつかまえて 第1、4、7話（2009年10月 - 12月、NHK総合） - 富士夫 役
- 医龍3（2010年10月 - 12月、フジテレビ）
- FACE MAKER第10話（2010年12月9日、読売テレビ）
- CONTROL〜犯罪心理捜査〜（2011年1月 - 3月、フジテレビ） - 江藤真人 役
- 勇者ヨシヒコと魔王の城 第7話（2011年8月19日、テレビ東京） - ジャイタン 役
- 金曜プレステージ・塔馬教授の天才推理（2012年6月1日、フジテレビ） - 雄二 役
- 都市伝説の女 Part2 第5話 （2013年11月8日テレビ朝日）- お父ちゅん 役
- 佐知とマユ （2015年3月17日、NHK） - 山崎淳 役[14]
- マッサージ探偵ジョー（2017年4月8日 - 7月2日、テレビ東京） - 西藤吉 役
- 死役所 第6話（2019年11月21日、テレビ東京）
- 八月は夜のバッティングセンターで。 第5話（2021年7月8日 - 、テレビ東京） - 寺本雅也 役
- 東京放置食堂（2021年9月16日 - 11月4日 、テレビ東京） - 南奈一平 役
- アナタの悩みを名画が解決!? ドラマチック美術館（2022年2月9日 、NHK） - 竹崎大典 役
- 連続テレビ小説 ちむどんどん（2022年、NHK） - 友利健男 役
- 量産型リコ -プラモ女子の人生組み立て記-（2022年7月1日 - 9月2日、テレビ東京）- 猿渡敦 役[15]
- たそがれ優作 第7話（2023年11月18日、BSテレビ東京） - 馬場修治 役
- ジャンヌの裁き（2024年1月12日 - 3月8日、テレビ東京） - 虎本守 役[16]

### 映画
- 雨あがる（2000年）
- GO-CON！（2000年）
- ナマタマゴ（2001年）
- 69 sixty nine（2004年）福島清 役
- サマータイムマシン・ブルース（2005年）新美優 役
- 転がれ!たま子（2006年）
- UDON（2006年）福島清 役
- 涙そうそう（2006年）教師 役
- 日掛け金融地獄伝 こまねずみ常次朗（2006年）主演・服部常次朗 役
- 日掛け金融地獄伝 こまねずみ常次朗 悪徳金融死すべし（2006年）主演・服部常次朗 役
- 気球クラブ、その後（2006年）
- 魁!!男塾（2008年）
- 功夫哀歌／カンフーエレジー（2008年）
- 少林少女（2008年）
- 曲がれ!スプーン（2009年）
- 第2写真部（2009年）
- ゲーム・アクション（2009年）
- ハイテンションプリーズ（2011年）
- 小野寺の弟・小野寺の姉（2014年）

### 舞台
- ボクの妻と結婚してください。（2014年）

### CM
- ユーキャン （2009年12月 - ）
- オリオンビール （2012年11月 - ）沖縄県ローカル

### ゲーム
- ガールフレンド（仮）（2021年11月30日、サイバーエージェント） - 悪ダンスロボ 役

### ライブ
- BEGINうたの日コンサート（2013年6月29日）MC

## 単独公演
- 「ぐるりよざ」（2012年1月、新宿シアター・ミラクル）
- 与座よしあき単独ライブ in沖縄「ぐるりよざ」（2012年9月22日・23日、お笑いスタジオWaRaBa!）
- 「ぐるりよざ ～其の二～」（2013年2月21日～24日、新宿シアター・ミラクル）
- 「ぐるりよざ 其の三」（2013年10月24日～27日／2014年1月18日・19日、新宿シアター・ミラクル／沖縄お笑いスタジオWaRaBa!）
- 与座よしあき単独ライブ in沖縄 「ぐるりよざ ベストネタライブ～」（2014年5月31日、沖縄市民小劇場あしびなー）
- 「ぐるりよざ ～東京ライフ～」（2014年8月16日・17日、新宿シアター・ミラクル）
- 与座よしあき in沖縄「ぐるりよざ ～東京ライフ～」（2015年2月14日、那覇市ぶんかテンブス館テンブスホール）
- 与座よしあき第5回単独ライブ in 沖縄ぐるりよざ「メリーとゴーランド」（2015年11月3日、那覇市ぶんかテンブス館テンブスホール）
- 与座よしあき第6回単独ライブ ぐるりよざ「パインコンピューター」（2016年1月28日～1月31日、劇場HOPE）
- 与座よしあき第6回単独ライブ in沖縄 ぐるりよざ「パインコンピューター」（2016年3月27日、那覇市ぶんかテンブス館4Fテンブスホール）
- 与座よしあき単独ライブ in沖縄 ぐるりよざ「ベストネタライブ ～その2～」（2016年4月30日、沖縄市民小劇場あしびなー）
- 与座よしあき生誕40周年&芸歴だいたい20周年ライブ「與ん寿」（2016年10月4日、座・高円寺2）
- 与座よしあき単独ライブ「与座よしあきの大感謝ライブ」（2022年12月25日、星陵会館ホール）※無料ライブ